# Defensor do meio ambiente

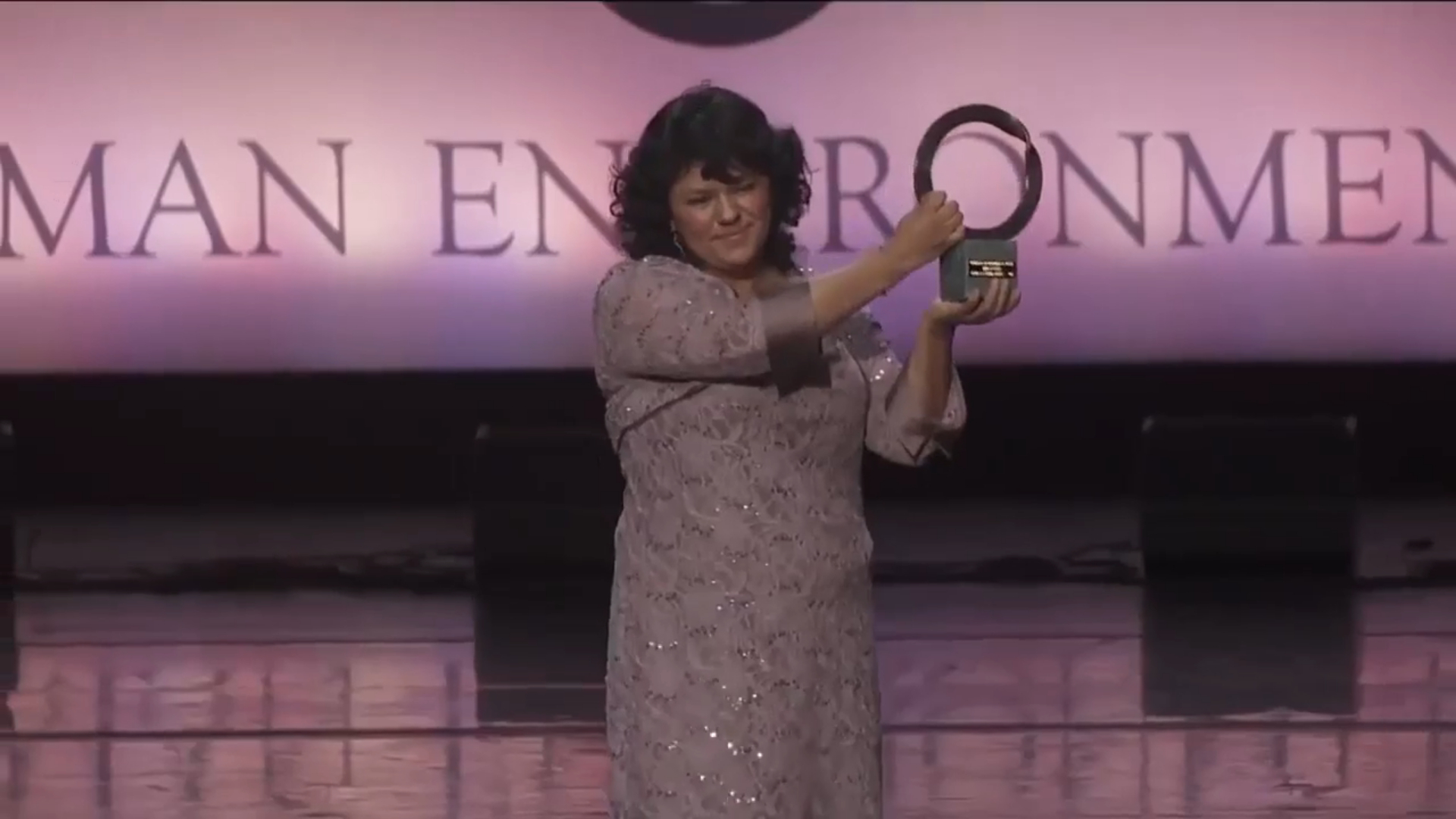
Berta Cáceres, uma reconhecida defensora ambiental assassinada em 2016 por seu ativismo em Honduras, recebendo o Prêmio Goldman.

Um defensor ambiental, defensor do meio ambiente ou defensor dos direitos humanos em assuntos ambientais, de acordo com o Programa das Nações Unidas para o Meio ambiente (PNUMA), é uma pessoa, grupo coletivo ou organização que, de maneira pacífica "se esforçam por proteger e promover os direitos humanos relacionados com o meio ambiente, incluindo a água, o ar, a terra, a flora e a fauna".
Ao procurar defender seu território de maneira pacífica frente à expansão e às atividades de mineração, a caça ilegal, corte de madeira e o agronegócio, os defensores ambientais enfrentam assassinatos, violência física, ameaças, criminalização e desaparecimento forçado por partes de elites, empresários ou mesmo dos governos.
Entre 2002 e 2017, 1.558 pessoas em 50 países foram assassinadas por defender o meio ambiente e a terra.

## Defensores ambientais
A União Internacional para a Conservação da Natureza (IUCN) considera três tipos de defensores ambientais:
- Cidadãos, incluindo os povos indígenas e os agricultores que defendem o direito a um meio de vida saudável;
- Funcionários de organizações da sociedade civil que defendem a natureza e os direitos da população local;
- Guardas florestais, que vigiam as áreas naturais protegidas.

### Por país

#### Brasil
O Brasil é um dos países mais letais para os defensores ambientais, ocupando o terceiro lugar em 2019 de acordo com o relatório anual da ONG Global Witness. Em 2017, foram registrados 57 assassinatos; em 2018 foram 20; e em 2019 foram registrados 24 assassinatos. Emyra Wajãpi, um líder do povo indígena Wajãpi, foi encontrado morto em 23 de julho de 2019, após denúncias feitas por sua comunidade contra garimpeiros de ouro, que faziam ameaças e faziam uma ocupação ilegal de seu território.

#### Peru

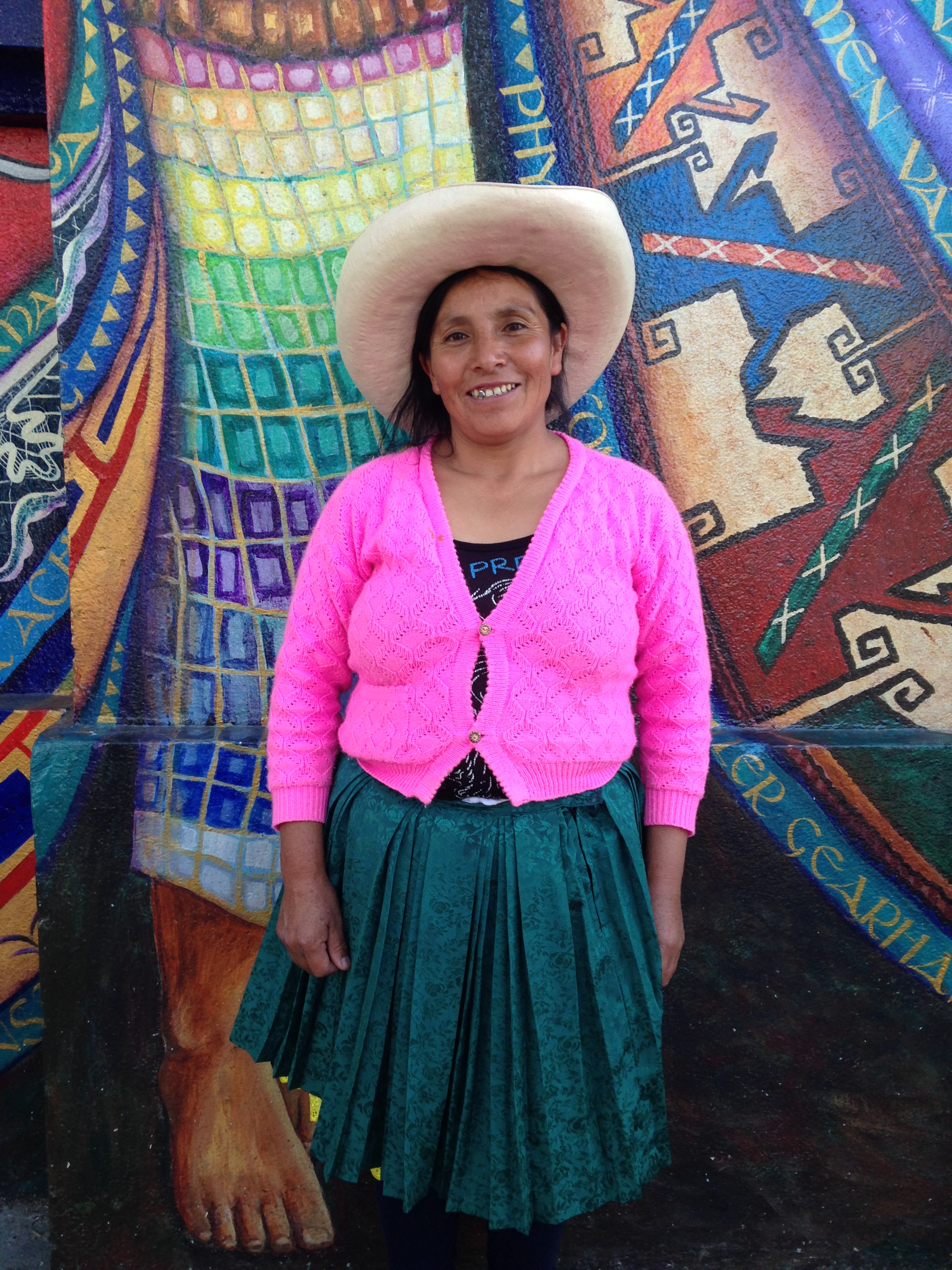
Máxima Acuña, defensora ambiental peruana

As comunidades indígenas, as comunidades camponesas e as pessoas que defendem o direito à terra e ao ambiente são os grupos de defensores que correm mais risco no Peru. Enfrentam campanhas de difamação, exclusão dos fóruns de discussão e tomada de decisões, criminalização, detenções ilegais baseadas em investigações infundadas, vigilância constante, ameaças, violência física e psicológica, e inclusive assassinatos.
Entre os defensores ambientais do país, estão:
- Liz Chicaje: recebeu o Prêmio Goldman por seu trabalho para a proteção da Amazônia e sua luta há mais de 20 anos contra as atividades ilegais que ameaçam a selva peruana e a bacia do Rio Putumayo. Recebeu ameaças de trabalhadores de mineração e desmatamento ilegal. Como integrante do Comitê de Categorização da Zona Reservada Yaguas, sua atuação foi decisiva para que, em janeiro de 2018, essa zona reservada fosse transformada no Parque Nacional Yaguas mediante o Decreto Supremo N° 001-2018-MINAM.
- Ruth Buendía
- Máxima Acuña
- Diana Ríos Rengifo
- Yackxeri Vela
- Pomba Roldán Ruiz
- Quinto Inuma Alvarado

- Benjamín Rodríguez: líder indígena e sábio da região de Putumayo que também lutou para conseguir o reconhecimento de Yaguas como parque nacional.

## Na legislação internacional

### Acordo de Escazú
No artigo 9 do Acordo de Escazú, um tratado internacional para América Latina e o Caribe, estabelecem-se três medidas para a proteção de defensores ambientais, a serem seguidas pelas Partes:
1. Cada Parte garantirá um meio seguro e propício no qual pessoas, grupos e organizações que promovem e defendem os direitos humanos em assuntos ambientais possam atuar sem ameaças, restrições e insegurança;
2. Cada Parte tomará as medidas adequadas e efetivas para reconhecer, proteger e promover todos os direitos dos defensores dos direitos humanos em assuntos ambientais, incluindo direito à vida, integridade pessoal, liberdade de opinião e expressão, direito de reunião e associação pacíficas e direito a circular livremente, bem como a capacidade para exercer os direitos de acesso, tendo em conta as obrigações internacionais de cada Parte no âmbito dos direitos humanos, seus princípios constitucionais e os elementos básicos de seu sistema jurídico;
3. Cada Parte tomará medidas apropriadas, efetivas e oportunas para prevenir, pesquisar e sancionar ataques, ameaças ou intimidações que os defensores dos direitos humanos em assuntos ambientais possam sofrer no exercício dos direitos contemplados no Acordo.